# Panaxia lenzeni
Panaxia lenzeni là một loài bướm đêm thuộc phân họ Arctiinae, họ Erebidae.